# 戈濤
戈涛（1717年—1768年），字芥舟，号蘧园，直隶河间府献县（今河北献县）人，清朝诗人、文学家、官員。

## 生平
乾隆元年（1736年）丙辰科举人，乾隆十六年（1751年）辛未科二甲进士，选翰林院庶吉士，散館授编修，改充言官，歷任湖广、山西、河南道监察御史，官至刑科给事中。

## 著作
有《坳堂诗集》十卷、《坳堂文集》十卷，曾纂《献县志》二十卷、《戈氏族谱》二卷。